# 江戸川区立第四葛西小学校
江戸川区立第四葛西小学校（えどがわくりつ だいよんかさいしょうがっこう）は、東京都江戸川区中葛西8丁目にある公立小学校。

## 沿革
- 1970年（昭和45年）4月1日 - 開校。葛西小学校から245名、第二葛西小学校から339名の児童を受入れ。
- 1971年（昭和46年）
  - 3月3日 - この日（3月3日）を開校記念日と制定。
  - 3月15日 - 屋内運動場落成。
  - 3月22日 - 屋内運動場落成記念式典挙行。
- 1972年（昭和47年）8月9日 - プール落成。
- 1974年（昭和49年）4月4日 - 本館増築工事完成（8教室）。
- 1976年（昭和51年）4月1日 - 江戸川区立第七葛西小学校開校[2]により、本校学区域一部変更（分離）。本校から児童229名が第七葛西小学校へ転籍。
- 1979年（昭和54年）
  - 4月1日 - 江戸川区立南葛西小学校開校[3]により、本校学区域一部変更（分離）。本校から児童378名が南葛西小学校へ転籍。
  - 11月13日 - 開校10周年記念式典挙行、記念庭園造成される。
- 1981年（昭和56年）10月7日 - アスレチック新設。
- 1984年（昭和59年）3月31日 - 築山新設。
- 1986年（昭和61年）4月1日 - 弱視学級開設。
- 1989年（平成元年）11月14日 - 開校20周年記念式典挙行。
- 1992年（平成4年）4月15日 - 学校警備が機械化される。
- 1994年（平成6年）4月1日 - 学区変更により、児童73名が南葛西小学校へ転籍。
- 1995年（平成7年）
  - 3月2日 - 開校25周年記念式挙行。
  - 4月7日 - 身障用トイレ、車椅子スロープ工事一部終了。
- 1996年（平成8年）7月20日 - この日から10月31日まで、給食室全面改修工事と耐震補強工事実施。
- 1999年（平成11年）4月20日 - 築山と外足洗い場を改修。
- 2000年（平成12年）
  - 8月24日 - 外壁剥離落下防止工事完了。
  - 10月5日 - ビオトープフェンス及び周辺工事完了。
  - 10月20日 - 開校30周年記念式典挙行。
- 2002年（平成14年）
  - 4月5日 - 新田門改修。
  - 6月27日 - プール改修工事完了。
- 2003年（平成15年）10月31日 - 給食室改修。
- 2004年（平成16年）8月26日 - 築山改修。
- 2005年（平成17年）8月31日 - 体育館とトイレを全面改修。
- 2007年（平成19年）
  - 8月22日 - 築山改修。
  - 10月1日 - 西側トイレ全面改修。
- 2008年（平成20年）
  - 3月24日 - 築山改修。
  - 9月1日 - エアコンを各教室に設置。
- 2009年（平成21年）4月1日 - 学校応援団設置。
- 2010年（平成22年）
  - 3月 - 地デジテレビ設置、プレハブ校舎増築。
  - 10月 - 開校40周年記念式典挙行。西側トイレ全面改修。
- 2011年（平成23年）
  - 7月15日 - 外壁改修。
  - 12月19日 - 屋上防水・緑化工事。
- 2013年（平成25年）2月21日 - プール濾過機改修。
- 2021年（令和3年）11月2日 - 開校50周年記念式典挙行。なお、当初「50周年記念式典」は2020年（令和2年）に行う予定だったが、新型コロナウイルス感染拡大防止のため、1年延期された。

## 通学区域
出典
- 東葛西8丁目（1番～12番）
- 南葛西1丁目（全域）
- 南葛西2丁目（3番～7番・16番～21番）
- 中葛西5丁目（13番～43番）
- 中葛西6丁目（11番～21番）
- 中葛西7丁目（17番～31番）
- 中葛西8丁目（全域）

## 進学先中学校
出典
- 江戸川区立東葛西中学校 - 東葛西8丁目と南葛西2丁目通う児童の主な進学先
- 江戸川区立葛西第三中学校 - 南葛西1丁目と中葛西から通う児童の主な進学先

## アクセス
- 都営バス「亀29」系統で、「第四葛西小学校前」バス停（堀江並木通り上）より、
  - 1番のりば（「なぎさニュータウン」行）から、徒歩約340m・約5分。
  - 2番のりば（亀戸駅行）から、徒歩約255m・約4分。

## 学校周辺
- 江戸川区立中葛西八丁目児童遊園 - 敷地が隣接。
- 江戸川区立中葛西おひさま公園
- 都民住宅コンフォートサクラ
- 堀江並木通り（江戸川区道）
- 東京都道450号新荒川葛西堤防線
- 東京都道318号環状七号線
- なお、学校周辺には、「都民住宅コンフォートサクラ」以外のマンション・アパートも点在するほか、ローソン中葛西店などのコンビニも点在する。